# (474113) 2016 LX31
(474113) 2016 LX31 es un asteroide perteneciente al cinturón de asteroides, descubierto el 3 de noviembre de 1999 por el equipo del Spacewatch desde el Observatorio Nacional de Kitt Peak, Arizona, Estados Unidos.

## Designación y nombre
Designado provisionalmente como 2016 LX31.

## Características orbitales
2016 LX31 está situado a una distancia media del Sol de 2,730 ua, pudiendo alejarse hasta 3,120 ua y acercarse hasta 2,339 ua. Su excentricidad es 0,142 y la inclinación orbital 10,45 grados. Emplea 1647 días en completar una órbita alrededor del Sol.

## Características físicas
La magnitud absoluta de 2016 LX31 es 16,652.